# 渋海川
渋海川（しぶみがわ）は、新潟県十日町市および長岡市を流れる一級河川。信濃川水系の支流。

## 地理
新潟県十日町市浦田の長野県との境界に位置する三方岳に源を発し、東頚城丘陵を穿ちながら北流、十日町市松代地区を過ぎるあたりから激しく蛇行を繰り返し、長岡市下山にて信濃川と合流する。
上中流域に見られる激しい蛇行は、元は平野の中を蛇行していたものが周囲の隆起により山間部を穿つようになったと考えられており（穿入蛇行）、谷底での沖積面（谷底平野）の発達は悪い。流域は地すべり地帯であり、また豪雪地域でもあるため融雪による崩壊も多く、崩落によって形成された山腹の緩斜面に集落や棚田が散在する。長岡市南西部の小国地域では幅2kmほどの盆地（小国盆地）が形成され、まとまった水田地帯となっている。長岡市塚山で再び山間部を流れた後、長岡市飯塚から沖積面が広がり始め、信濃川沿いの氾濫原に出て下山付近で信濃川に合流する。

## 流域の自治体
新潟県
十日町市、長岡市

## 歴史

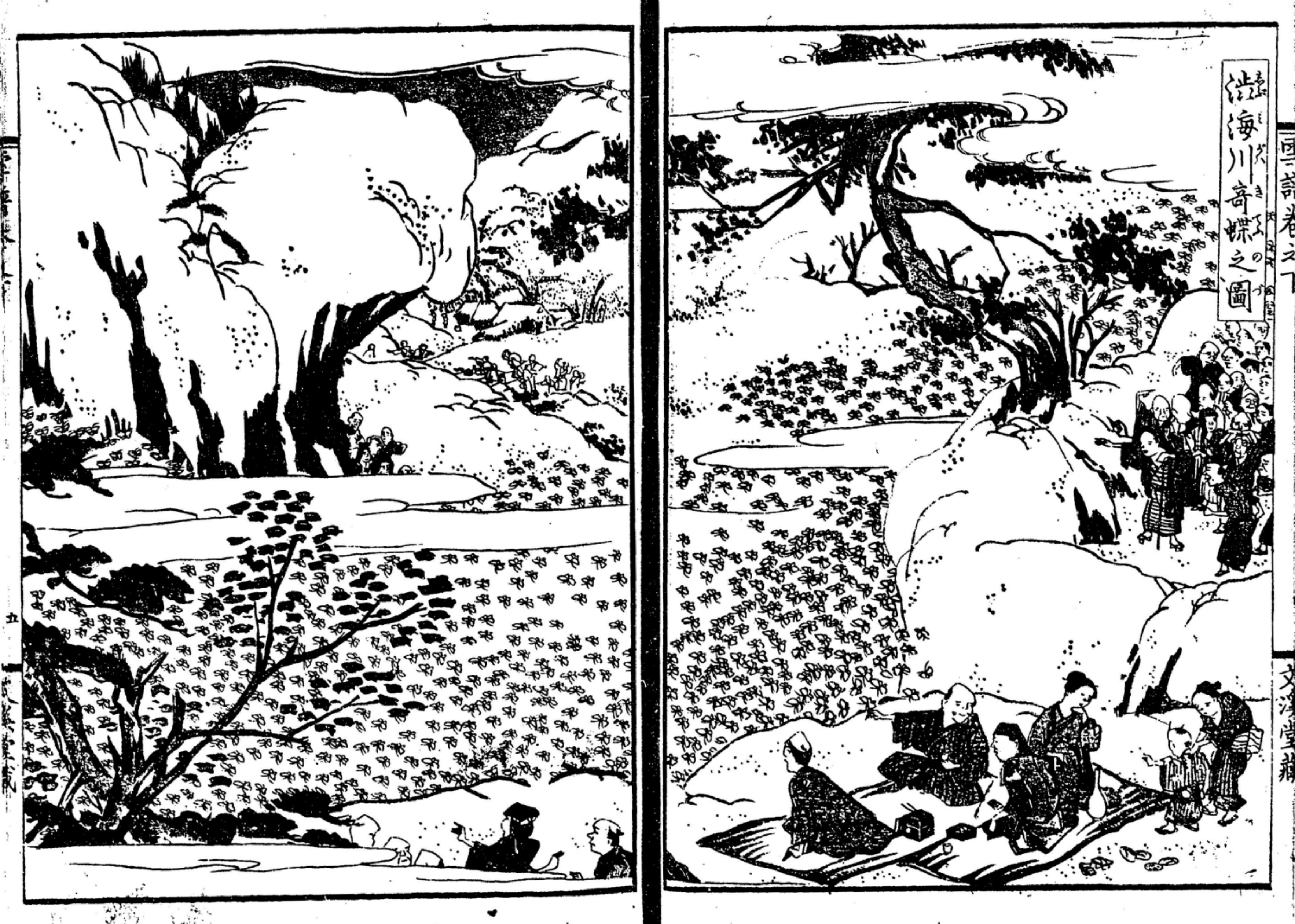
「渋海川奇蝶之図」。『北越雪譜』初編 巻之下（鈴木牧之著、天保8年（1837年）刊）より

瀬替え
渋海川流域の十日町市室野、松代、仙田地区など多くの地域では、蛇行した川を、山を削って直線的な流れに変え、もとの流路を耕地にする方法が古くから取られていた。この「瀬替え」によってできた耕作地は、「新田」と呼ばれているところが多い。直接の関係はないが、千葉県上総地方においても同様の治水法である「川廻し」が行われた。
北越雪譜
江戸時代の商人、鈴木牧之の書籍『北越雪譜』には、渋海川についての記述がある。初編『巻之中』には「渋海川ざい渉り」の題で、凍った渋海川の氷が割れて轟々と流れる様を花見の様に観賞した、とあり、初編『巻之下』には「渋海川さかべつたう」の題で、春に何百万の蝶（さかべつたう）が川下から川上へと川沿いに上っていく様が記されている。

## 支流
- 越道川（こいど、こえど） - 十日町市松之山天水越の天水山や、十日町市松之山天水島の留山ダムを源流とし、十日町市犬伏で渋海川に合流する。

## 並行する交通

### 鉄道
- JR東日本信越本線（塚山駅 - 来迎寺駅間）

### 道路
- 国道405号（十日町市田麦立（たむぎだて） - 十日町市浦田月池）
- 新潟県道243号月池松代線（十日町市浦田月池 - 十日町市室野）
- 国道403号（十日町市室野 - 十日町市池尻）
- 国道253号(国道403号)（十日町市池尻 - 十日町市犬伏）
- 国道403号（十日町市犬伏 - 長岡市小国町相野原） - 道の駅瀬替えの郷せんだ
- 国道404号（長岡市小国町相野原 - 長岡市下山）